# حقل شدون
حقل شدون هو حقل غاز طبيعي في المملكة العربية السعودية أعلن وزير الطاقة الأمير عبد العزيز بن سلمان عن تمكن أرامكو السعودية من اكتشافه في 27 فبراير 2022.

## الموقع
يقع حقل «شدون» للغاز الطبيعي، في المنطقة الوسطى، على بعد 180 كيلومتراً جنوب شرق مدينة الرياض.

## الإنتاج
تدفق الغاز من بئر شدون -1 بمعدل 27 مليون قدم مكعبة قياسية في اليوم، مع 3300 برميل من المكثفات.